# Ferenc Heinrich

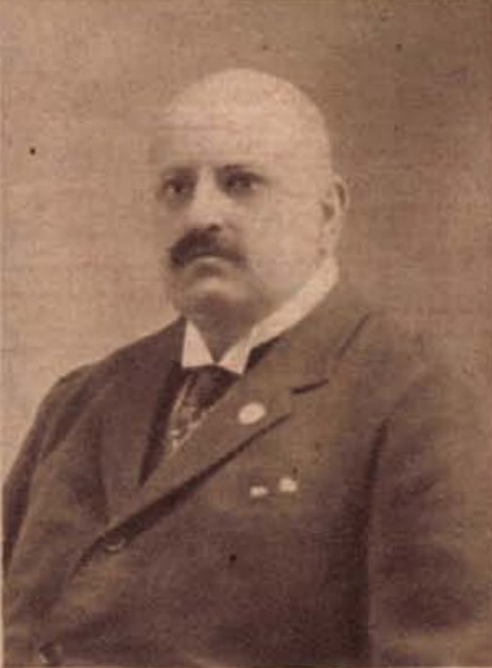
Ferenc Heinrich

Ferenc Heinrich von Ómoravicza (* 1. April 1866 in Pest; † 30. Mai 1925 in Budapest) war ein ungarischer Eisenwaren-Großhändler, Wirtschaftspolitiker und Minister.

## Leben
Heinrich entstammte einer alten Patrizierfamilie aus Pest. Nach Besuch der Schule in Körmöcbánya (Komitat Bars) studierte er an der Handelsakademie in Budapest und war danach einige Jahre im Eisenwarenhandel tätig. Als Einjährig-Freiwilliger diente er anschließend im k.u.k. Husarenregiment Nr. 4 und wurde 1886 zum Leutnant der Reserve ernannt. Ab 1888 war er im Eisenwarenunternehmen seiner Familie tätig und übernahm nach dem Tod seines Vaters zusammen mit seinen drei Brüdern 1896 die Führung des Unternehmens. Während des Ersten Weltkriegs war Heinrich Vizepräsident der Budapester Industrie- und Handelskammer und verlor diese Stellung infolge der Asternrevolution. 1918 gründete er die Magyar Polgári Párt (Ungarische Bürgerpartei), die in Konkurrenz zu Mihály Károlyi stand. Zu den geplanten Wahlen kam es jedoch aufgrund der Ausrufung der Ungarischen Räterepublik im März 1919 nicht mehr. Heinrich wurde festgenommen, kam jedoch bald frei und versteckte sich in Balatonföldvár vor den Kommunisten. Wenig später wurde er im Kabinett von István Friedrich Handelsminister, trat jedoch bereits im September 1919 zusammen mit Justizminister György Baloghy zurück. Vom 24. November 1919 bis 15. März 1920 war er erneut Handelsminister im Kabinett von Károly Huszár. Bis zu seinem Tode war er für den Wahlbezirk Tab im Komitat Somogy Abgeordneter der Nationalversammlung.